# Aeronautical Information Publication
L'Aeronautical Information Publication (o AIP) è la pubblicazione ufficiale che contiene le informazioni aeronautiche di carattere sufficientemente stabile nel tempo, essenziali per la navigazione aerea in uno Stato. È un documento previsto dalle normative dell'Organizzazione Internazionale dell'Aviazione Civile (ICAO), l'agenzia delle Nazioni Unite incaricata di promuovere gli standard dell'aviazione civile.
Tutte le nazioni aderenti all'ICAO pubblicano e mantengono aggiornato questo documento ufficiale, strutturato come un manuale che contiene le informazioni esaurienti, le norme e le procedure che è necessario conoscere per volare nello spazio aereo di una data nazione.
Viene pubblicato dall'ente governativo incaricato da ciascuno Stato: la Federal Aviation Administration (FAA) negli Stati Uniti, l'ENAV in Italia.

## Struttura del documento
La struttura ed il contenuto delle AIP sono standardizzate da un accordo internazionale sotto l'egida dell'ICAO. Normalmente, sono suddivise in tre parti, a loro volta suddivise in ulteriori capitoli:
- GEN (generale)
  - GEN.0: Prefazione; Registrazione emendamenti e supplementi; check list pagine correnti; elenco emendamenti.
  - GEN.1: Regolamenti nazionali; Autorità designate; Entrata, transito e partenza degli aeromobili; Entrata, transito e partenza di passeggeri ed equipaggi; Entrata, transito e partenza merci; Strumenti degli aeromobili; Documenti degli aeromobili; Differenze con gli Standard ICAO.
  - GEN.2: Tavole e codici; Unità di misura; Marche di registrazione degli aeromobili; Festività; Abbreviazioni; Simboli cartografici; Indicatori di località; Elenco radioaiuti; Tavole di conversione; Effemeridi aeronautiche.
  - GEN.3: Servizio informazioni aeronautiche; Servizio del traffico aereo; Servizio meteorologico, Servizio di ricerca e soccorso; Servizio cartografico.
  - GEN.4: Tariffe aeroportuali e di navigazione.
- ENR (enroute, inglese per "in viaggio")
  - ENR.0: Prefazione; Lista emendamenti.
  - ENR.1: Regole del volo; Regole VFR; Regole IFR; Classi degli spazi aerei; Procedure di attesa; Procedure di partenza; Procedure di arrivo; Procedure e servizi Radar; Regolaggio altimetrico; Supplementi regionali; ATFM; Piani di volo; Indirizzi telegrafici AFTN; Intercettazione aeromobili civili; Atti illegali; Incidenti aerei.
  - ENR.2: Spazi aerei ATS e servizi; FIR; UIR; TMA; spazi aerei regolamentati.
  - ENR.3: Rotte ATS spazio inferiore; Rotte ATS spazio superiore; RNAV; Rotte per elicotteri; Attesa in rotta.
  - ENR.4: Radioassistenze; Punti di riporto; Luci aeronautiche; Sistemi speciali di navigazione.
  - ENR.5: Aree Proibite, Ristrette e Pericolose; Aree militari riservate ad addestramento; Attività pericolose; Ostacoli alla navigazione; Aree riservate a voli acrobatici e/o sportivi; Migrazioni di fauna volatile.
  - ENR.6: Carte aeronautiche di rotta.
- AD (aerodromes, inglese per "scali aerei").
  - AD.0: Prefazione; Lista emendamenti.
  - AD.1: Aerodromi ed eliporti; Servizi antincendio; Servizi di soccorso; Piano neve.
  - AD.2: Informazioni dettagliate sugli aerodromi (con inclusi eliporti) in ordine alfabetico secondo il codice ICAO di località.
  - AD.3: Informazioni dettagliate sugli eliporti (non collocati negli aerodromi).

Il documento riporta molte tabelle, la maggior parte delle quali sono nella sezione degli aeroporti, in cui vengono riportati i dettagli tecnici e le mappe di tutte le strutture aperte al traffico civile.
L'AIP viene mantenuta aggiornata con l'emissione di varianti pubblicate secondo un ciclo regolare. Le variazioni significative possono essere di due tipi:
- supplementi (SUP - supplement): pagine di colore giallo con variazioni e aggiunte di carattere temporaneo con durata superiore ai 3 mesi o di durata inferiore se molto articolate in termini di dati e mappe. Per informazioni di validità inferiore ai tre mesi o di complessità minore, solitamente si ricorre ai bollettini NOTAM
- emendamenti (AMDT - amendment): pagine di colore bianco con variazioni e aggiunte di carattere permanente.

La periodicità degli aggiornamenti segue il ciclo di 28 giorni conosciuto come AIRAC (Aeronautical Information Regulation And Control) cycle. Alcune revisioni sono pubblicate ogni 56 giorni (doppio ciclo AIRAC), altre ogni 28 giorni (singolo ciclo di AIRAC). Le informazioni su infrastrutture e norme, vengono fatte circolare in anticipo rispetto alla loro realizzazione o entrata in vigore, di modo che sia possibile per i costruttori di sistemi elettronici di flight Management System, prepararne delle versioni personalizzate per i propri dispositivi. Gli aggiornamenti meno significativi, vengono pubblicati con cadenza annuale.
In alcune nazioni, l'AIP è informalmente noto come l'Airman's Manual, il "Manuale dell'Aviatore".

## AIP in formato elettronico
L'EUROCONTROL, l'organizzazione a cui aderiscono 41 Stati europei e limitrofi, il cui scopo principale è sviluppare e mantenere un efficiente sistema di controllo del traffico aereo a livello europeo, ha pubblicato uno standard per realizzare AIP in formato elettronico (eAIP). La specifica per gli eAIP mira ad armonizzare la struttura e la presentazione degli AIP fruibile con supporti digitali.
Vi era infatti la necessità di migliorare le prime AIP in formato elettronico, consistenti in versioni digitalizzate delle AIP cartacee, normalmente in formato PDF, per giungere a eAIP più fruibili e pensati per la lettura su schermo, oltre che per lo scambio in formato digitale.
Molte nazioni nel mondo pubblicano AIP in formato elettronico o su CD-ROM, eventualmente consultabili da sito Web. Nella sezione 'Collegamenti esterni' di questa voce è presente una lista di collegamenti ad AIP redatti secondo le specifiche eAIP EUROCONTROL.